# Crella hanseni
Crella hanseni är en svampdjursart som först beskrevs av Topsent 1892.  Crella hanseni ingår i släktet Crella och familjen Crellidae. Inga underarter finns listade i Catalogue of Life.